# 穆春
穆春，穆弘的弟弟，原是浔阳江边揭阳镇的富家子弟，为当地一霸。因不满宋江给薛永赏钱，曾追杀宋江，多亏李俊等相救，弟兄俩从而认识了宋江。梁山好汉劫法场救了宋江后，穆春兄弟入了梁山。受招安后，参与了征辽和讨方腊，最后被封为武奕郎。穆春回揭阳镇乡中，复为良民。

## 影视形象
- 1983年山东版《水浒》：赵恒煊
- 2011年版《水浒传》：刘博